# Pay Dirt
Pour plus de détails, voir Fiche technique et Distribution.
Pay Dirt est un film muet américain, réalisé et interprété par Henry King, sorti en 1916.

## Synopsis

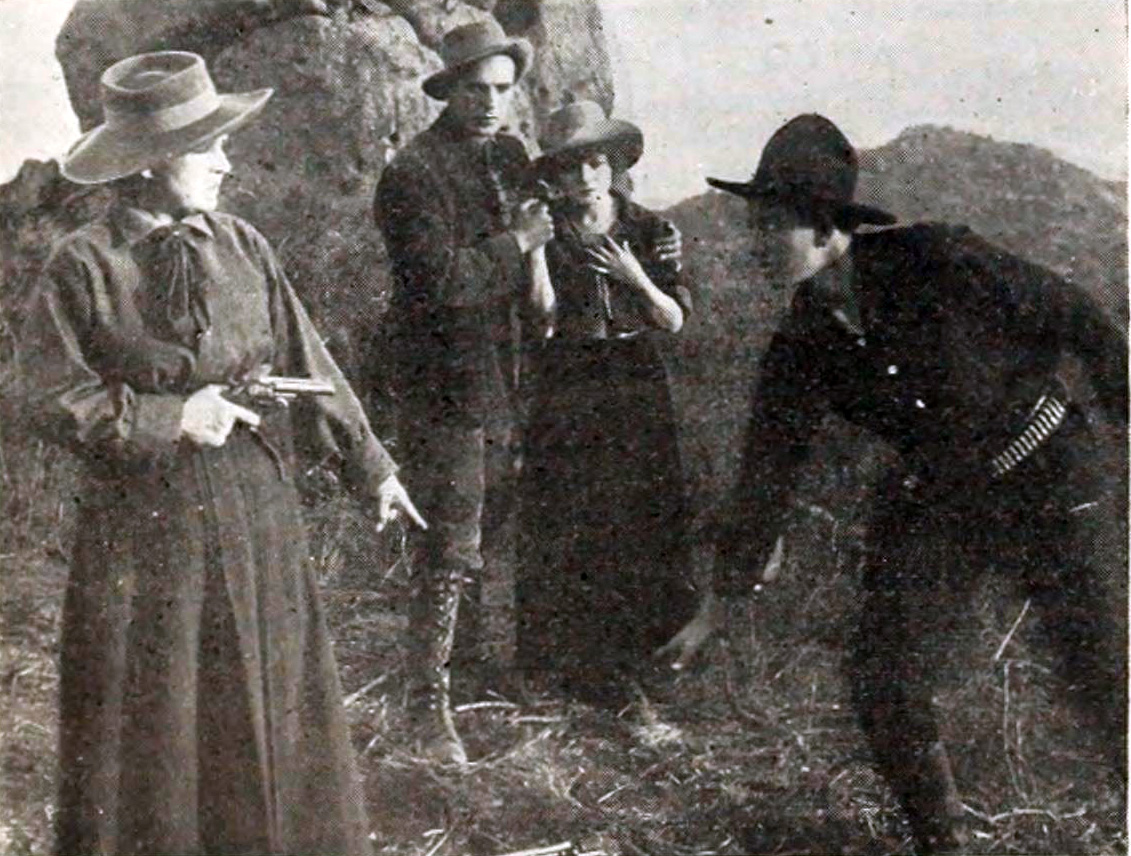
Photo de plateau

La nuit, « the Easterner » (littéralement « celui qui vient de l'est ») perd au jeu tout ce qu'il peut avoir trouvé dans la journée en cherchant de l'or. Toutefois, Moll, une vieille femme à la mauvaise réputation, elle-même « accro » au jeu, lui fait promettre d'arrêter. Il se fiance à la riche Doris Wendell. Peter Gardner, dont la fille Kate est amoureuse du « Easterner », essaye de lui faire jouer sa mine d'or, mais il refuse. Plus tard, « the Easterner » découvre que Moll est en fait sa mère, et Doris, choquée à l'idée de l'avoir pour belle-mère, rompt les fiançailles. Peter parvient finalement à persuader « the Easterner » de jouer sa concession aux cartes mais, à ce moment-là, Oby, amnésique depuis longtemps, retrouve la mémoire et reconnaît Peter comme étant l'homme qui l'a volé des années auparavant et lui tire dessus. Mourant, Peter confesse qu'Oby est le vrai père de Kate. Après cela, « the Easterner » et Kate commencent les préparatifs de leur mariage.

## Fiche technique
- Titre original : Pay Dirt
- Réalisation : Henry King
- Scénario : d'après la pièce « The Strugglers » de H.M. Horkheimer et Lucile Sawyer
- Production : E.D. Horkheimer, H.M. Horkheimer
- Société de production : Knickerbocker Star Features
- Société de distribution : General Film Company
- Pays de production :  États-Unis
- Langue : anglais
- Format : Noir et blanc - 35 mm - 1,37:1 - Muet
- Genre : drame
- Durée : 5 bobines (environ 1 heure 40 min)
- Date de sortie :
  - États-Unis : 18 juin 1916

## Distribution
- Henry King : « The Easterner »
- Marguerite Nichols : Kate Gardner
- Gordon Sackville : Peter Gardner
- Mollie McConnell : Moll
- Daniel Gilfether : Dick Weed
- Charles Dudley : Oby
- Philo McCullough : Turner
- Ruth White : Doris Wendell
- Bruce Smith : le père de Doris